# Banovo brdo
Banovo brdo (en serbe cyrillique : Баново Брдо) est un quartier de Belgrade, la capitale de la Serbie. Il est situé dans la municipalité de Čukarica. En 2002, la communauté locale (mesna zajednica) de Banovo brdo comptait 5 887 habitants et le quartier du même nom, qui englobe plusieurs autres communautés locales, 20 976. 

## Localisation
Le quartier de Banovo brdo s'étend le long de la rue Požeška, qui relie les quartiers centraux de Belgrade avec le sud-ouest de la capitale et avec les quartiers de Žarkovo, Labudovo Brdo, Petlovo Brdo etc. Il constitue le point de départ de l'axe constitué par les rues Požeška et Trgovačka, qui se prolonge jusqu'à l'Ibarska magistrala, la « route de l'Ibar ». 
Banovo Brdo est entouré par les quartiers de Čukarica (à l'ouest), d'Ada Ciganlija et Careva Ćuprija (au nord), de Topčider et Košutnjak (à l'est), de Žarkovo et Julino Brdo (au sud). La partie orientale de Banovo brdo est constituée des deux sous-quartiers de Golf Naselje et Sunčana Padina.

## Histoire
Dans la seconde moitié du XIXe siècle, l'écrivain et diplomate Matija Ban (1818-1903) acheta un domaine situé à l'emplacement de l'actuel quartier de Banovo brdo ; le nom du propriétaire inspira celui du domaine qui fut appelé Banovac. Ce nom s'étendit ensuite à l'ensemble du quartier qui se constitua progressivement sur la colline alentour. C'est ainsi que le nom de Banovo brdo signifie « la colline de Ban ». 
Depuis les années 1980, la rue Požeška est devenue une des rues les plus animées de Belgrade et l'un de ses secteurs commerciaux les plus prospères. De fait, Banovo brdo constitue une ville dans la ville, avec sa propre zone piétonne, son parc et ses commerces.

## Transports
Banovo brdo est desservi par plusieurs lignes de la société GSP Beograd. La ligne de tramway 12 relie le quartier à l'Omladinski stadion et la ligne 13 au Blok 45, dans la municipalité de Novi Beograd. Plusieurs lignes de bus y circulent également, les lignes 23, 50, 52, 53, 58, 88, 512, 531, 532 et 533.